# Agujaceratops
 Agujaceratops  ist eine Gattung von Vogelbeckensauriern aus der Gruppe der Ceratopsidae innerhalb der Ceratopsia. Die Typusart A. mariscalensis ist die einzige beschriebene Art der Gattung. Die Fossilfunde stammen aus der Oberkreide des westlichen Nordamerikas.

## Merkmale

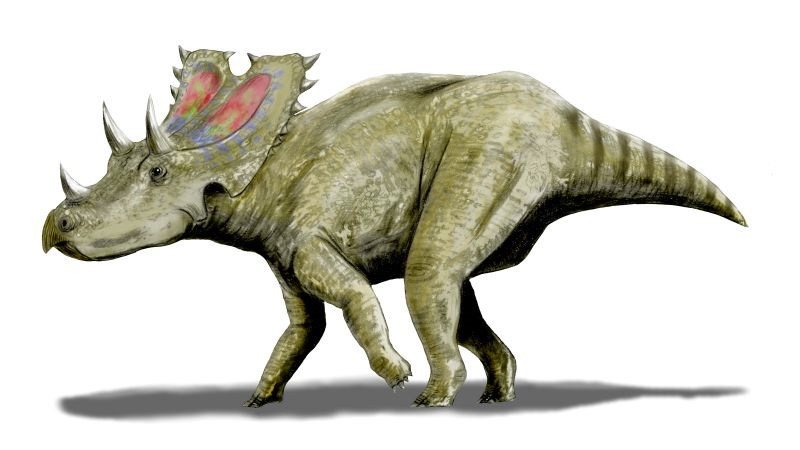
Lebendrekonstruktion von Agujaceratops mariscalensis

Agujaceratops ähnelt in seinem Körperbau den eng verwandten Chasmosaurus und Pentaceratops. Der Schädel ist wie bei allen Ceratopsidae groß und wuchtig und die Schnauze ist zugespitzt und papageienschnabelförmig. Die Wangenregion ist weit ausladend, sodass der Kopf von oben annähernd dreieckig wirkt. Auf dem Nasenbein saß ein kurzes Horn, zwei weitere, nach hinten gebogene Hörner befanden sich über den Augen. Der Nackenschild war wie bei allen Ceratopsidae aus dem Schuppen- und dem Scheitelbein gebildet, wobei das Scheitelbein auffallend kurz und breit war. Der Nackenschild wurde nach hinten hin breiter und war am oberen, hinteren Rand leicht eingebogen, wodurch er leicht herzförmig wirkt. Wie alle Ceratopsidae konsumierte Agujaceratops pflanzliche Nahrung und besaß dazu Zahnbatterien, das sind in Reihen angeordnete Zähne, die nach Abnutzung durch den darunterliegenden Zahn ersetzt wurden. Das Gewicht wird auf der Basis des Oberschenkels (Länge: 55,4 Zentimeter) auf 709,5 Kilogramm geschätzt. Er bewegte sich quadruped (vierbeinig) fort.

## Entdeckung und Systematik
Die fossilen Überreste von Agujaceratops mariscalensis wurden im Südwesten des US-Bundesstaates Texas gefunden und 1989 erstbeschrieben, jedoch als Chasmosaurus mariscalensis, also als eine neue Art der Gattung Chasmosaurus. In einigen Merkmalen unterscheiden sich die Funde von den übrigen Chasmosaurus-Arten jedoch deutlich und weisen stärkere Ähnlichkeiten mit Pentaceratops auf, sodass Lucas et al. 2006 die Art in die von ihnen neu aufgestellte Gattung Agujaceratops einordneten, wodurch Chasmosaurus mariscalensis zu einem objektiven Synonym wird. Auch paläobiogeographisch scheint diese Trennung gerechtfertigt, da die übrigen Arten von Chasmosaurus älter und nur aus Kanada, also deutlich weiter nördlich, bekannt sind.
Der Name leitet sich vom Fundort, der Aguja-Formation, und dem griechischen keratops („Horngesicht“), einem häufigen Namensbestandteil der Ceratopsia, ab. Die Funde werden in die Oberkreide (spätes Campanium) auf ein Alter von etwa 76 bis 72 Millionen Jahre datiert. Der Holotypus ist UTEP P.37.3.086.

## Belege